# Life Is Strange
Life Is Strange (скраћено LIS) је серија авантуристичких игара коју је објавио Square Enix-ов External Studios. Серија, коју је креирао Dontnod Entertainment, дебитовала је истоименим првим делом, који је објављен у пет епизода током 2015. године. Уследио је преднаставак, Life Is Strange: Before the Storm, који је развио Deck Nine и објављен у три епизоде током 2017. године, са бонус епизодом за преузимање (DLC) објављеном почетком 2018. Наставак Life Is Strange 2 и његов спин-оф The Awesome Adventures of Captain Spirit развио је Dontnod и објављени су између 2018. и 2019. године. Трећи главни део, Life Is Strange: True Colors, развио је Deck Nine и објављен у целости 10. септембра 2021. Четврти део, Life Is Strange: Double Exposure, развио је Deck Nine и објављен 29. октобра 2024. Поред тога, ремастерована колекција оригиналне игре и њеног преднаставка објављена је у фебруару 2022. године. 
Серија је изнедрила стрип серију смештену након једног од могућих завршетака оригиналне игре, још једну стрип серију смештену након завршетка игре True Colors, као и књигу унутар универзума. 

## Гејмплеј
Игре Life Is Strange су графичке авантуре које се играју из трећег лица. Играч може да испитује и комуницира са објектима, што омогућава решавање загонетки у виду задатака преузимања и уношења промена у окружењу. Играч може да истражује локације и комуницира са ликовима који се не могу играти. Размена дијалога садржи опције гранања у разговору. У неким случајевима, избори у дијалогу ће променити и утицати на причу кроз краткорочне или дугорочне последице. За сваки од избора, нешто добро краткорочно може касније да испадне горе.
Свака појединачна игра у серији има централну механику јединствену за ту игру. У Life is Strange, играч има приступ способности „премотавања уназад“, што му омогућава да премота време уназад и промени ток догађаја. Механика премотавања уназад је доступна у разговору, омогућавајући играчима да се крећу кроз опције дијалога гранања и промене исход разговора како би био користан за играча. Покупљени предмети се чувају у инвентару након премотавања, а промене у окружењу остају на месту. У наставку Before the Storm, протагониста Клои има „бекталк” механику која јој омогућава да убеђује и застрашује друге ликове кроз разговор, са позитивним или негативним ефектима. У Life is Strange 2, играч (као Шон) мора да води Данијела, који има моћ телекинезе, кроз различите моралне и етичке изборе који ће утицати на то како ће користити своје моћи да помогне или омета играчу како игра напредује.

## Игрице серијала

### Life Is Strange(2015)
Максин „Макс“ Колфилд се враћа у свој родни град Аркедија Беј у Орегону, где сведочи како је другарица из детињства Клои Прајс убијена у школском купатилу. Инцидент покреће Максине способности да врати време уназад, омогућавајући јој да спасе Клои од убице. Док њих две почињу да се поново дуже, Макс има визије насилне олује која се приближава заливу и користи своје новооткривене моћи да помогне Клои да пронађе своју несталу пријатељицу Рејчел Амбер. 
Игра је објављена у пет епизода током 2015. за Xbox One, PlayStation 4, Xbox 360, PlayStation 3, и Microsoft Windows, са iOS, Android и MacOS, Linux верзијама објављеним касније. Епизода 1: Chrysalis је објављена 30. јануара, Епизода 2: Out Of Time 24. марта, Епизода 3: Chaos Theory 19. маја, Епизода 4: Dark Room 28. јула, и Епизода 5: Polarized 20. октобра. Малопродајна издања комплетне сезоне за Xbox One, PS4 и PC изашла су 22. јануара 2016. у Европи и 19. јануара 2016. у Северној Америци.

### Life Is Strange: Before the Storm(2017)
Три године пре догађаја у првој игрици Life Is Strange, Клои Прајс се бори са смрћу свог оца када се упознаје и спријатељи се са популарном студенткињом Рејчел Амбер. Док њих две развијају интензивно пријатељство, откривају давно закопане тајне у породици Амбер.
Игра је објављена у три епизоде током 2017. за Xbox One, PlayStation 4, Xbox 360, PlayStation 3, и Microsoft Windows, са iOS, Android и MacOS, Linux верзијама објављеним касније. Епизода 1: Awake је објављена 31. августа, Епизода 2: Brave New World 19. октобра, и Епизода 3: Hell Is Empty 20. децембра. Делукс издање укључује и бонус епизоду Farewell, објављену 6. марта 2018. године. У њему, Макс се труди да каже Клои о њеној селидби у Сијетл. Да би са себе скренула пажњу, она дозвољава Клои да их одведе у гусарски лов на благо у потрази за „благом“ које је закопао Клоин отац, Вилијам. Касније ће сазнати трагичну вест која ће Клои променити живот.

### The Awesome Adventures of Captain Spirit(2018)
Кристофер „Крис“ Ериксен претвара се у суперхероја Капетана Спирита како би помогао свом оцу алкохоличару да уреди кућу за Божић. Он замишља своје разне послове као суперзликовце које треба победити - укључујући свог главног непријатеља Мантроида, отелотворење његових осећања око смрти његове мајке у удару и бекству. После свађе са оцем, Крис пада из своје кућице на дрвету, али мистериозно левитира уместо да удари о земљу и примећује два дечака који гледају издалека...
The Awesome Adventures of Captain Spirit је објављена 25. јуна 2019. као бесплатна демо верзија за Life Is Strange 2, а одвија се током догађаја друге епизоде те игре.

### Life Is Strange 2(2018-2019)
Шон Дијаз и његов млађи брат Данијел беже из свог дома у Сијетлу након очеве смрти од полицајца. Експлозија наноси штету животној средини и након инцидента, Данијел развија телекенетичке способности. Сада као бегунци, браћа крећу на путовање низ западну обалу Америке према домовини свог оца, Пуерто Лобосу, у Мексику, док се Шон бори да постане отац Данијела и да га води кроз моралне импликације његове пронађене моћи. 
Игра је објављена у пет епизода за Xbox One, PlayStation 4, и Microsoft Windows, са MacOS и Linux објављеним убрзо након последње епизоде. Епизода 1: Roads је објављена 27. септембра 2018. године. Епизода 2: Rules објављена је 24. јануара 2019. године. Епизода 3: Wastelands је објављена 9. маја 2019. Епизода 4: Faith је објављена 22. августа 2019. Епизода 5: Wolves је објављена 3. децембра 2019. Малопродајна издања комплетне сезоне изашла су 3. децембра 2019. у Европи и 4. фебруара 2020. у Северној Америци.

### Life Is Strange: True Colors(2021)
Алекс Чен крије своје „проклетство“: психичку моћ емпатије, способност да упија емоције других. Када њен брат погине у несрећи, Алекс мора да прихвати њену моћ да пронађе истину.
18. марта 2021. игра је најављена као трећа главна игра у низу. Иако је и даље структурирано у пет поглавља, у потпуности је објављено 10. септембра 2021. за Stadia, Xbox One и Series X/S, PlayStation 4 и PS5 и Microsoft Windows. Планирано је да се објави на Nintendo Switch-у у децембру 2021. године. Делукс издање укључује ДЛЦ причу Wavelengths.

### Life Is Strangeремастерована колекција (2021)
Ремастерована верзија Life Is Strange и Life Is Strange: Before the Storm објављена је 18. марта 2021, под називом Life Is Strange Remastered Collection. Може се купити као део Ultimate Edition of Life Is Strange: True Colors или као самостално издање. Ремастер укључује сав претходно објављени садржај са ремастерисаним визуелним приказима између ликова и окружења, побољшаном анимацијом ликова помоћу потпуног снимања покрета лица, ажурираним и префињеним слагалицама у игри, као и надоградњом мотора и осветљења.
Дана 15. јуна 2021. најављено је да ће бити објављено 30. септембра 2021. на PlayStation 4, Xbox One, Microsoft Windows, Google Stadia (PlayStation 5 and Xbox Series X/S backwards-compatible) и касније на Nintendo Switch. Верзија за Нинтендо Свитцх је најављена током Nintendo Direct E3 2021 презентације. 11. августа, ремастеризована колекција је одложена за почетак 2022. године, заједно са најавом за Life Is Strange: True Colors DLC Wavelengths који је објављен 30. септембра. Речено је да ће бити објављен 1. фебруара 2022. године.

### Life Is Strange: Double Exposure(2024)
Током презентације Xbox Showcase у јуну 2024. године, Deck Nine и Square Enix су најавили следећи део франшизе под називом Life Is Strange: Double Exposure. Објављена је 29. октобра за Windows, PlayStation 5 и Xbox Series X/S, а касније ће бити објављена и за Switch. Игра приказује протагонисту оригиналне игре, Макс Колфилд, као одраслу особу, који решава мистерију убиства подељену кроз две временске линије. Радња игре је смештена у америчкој држави Вермонт на измишљеном „Универзитету Каледон“.

## Остали медији

### Стрипови
Након догађаја у Life is Strange's, стрип прати Макс и Клои док се мире са последицама олује и допуштају да се Аркадија Беј уништи. Првобитно мини-серија од четири дела, постала је стална серија коју објављује Titan Comics почевши од новембра 2018. године. Стрип је написала Ема Виечели, са ентеријером и омотом Клаудија Леонарди, а бојама Андреа Изо. Радња серије се завршава 2021. године.
| Број             | Датум објаве       | Колекција                                                                                   |
| ---------------- | ------------------ | ------------------------------------------------------------------------------------------- |
| 1                | 14. новембар 2018. | Life Is Strange – Volume 1: Dust Објављено: 22. мај 2019. 9781785866456                     |
| 2                | 19. децембар 2018. | Life Is Strange – Volume 1: Dust Објављено: 22. мај 2019. 9781785866456                     |
| 3                | 16. јануар 2019.   | Life Is Strange – Volume 1: Dust Објављено: 22. мај 2019. 9781785866456                     |
| 4                | 20. фебруар 2019.  | Life Is Strange – Volume 1: Dust Објављено: 22. мај 2019. 9781785866456                     |
| 5                | 29. мај 2019.      | Life Is Strange – Volume 2: Waves Објављено: 20. новембар 2019. 9781787730885               |
| 6                | 26. јун 2019.      | Life Is Strange – Volume 2: Waves Објављено: 20. новембар 2019. 9781787730885               |
| 7                | 24. јул 2019.      | Life Is Strange – Volume 2: Waves Објављено: 20. новембар 2019. 9781787730885               |
| 8                | 21. август 2019    | Life Is Strange – Volume 2: Waves Објављено: 20. новембар 2019. 9781787730885               |
| 9                | 16. октобар 2019.  | Life Is Strange – Volume 3: Strings Објављено: 8. април 2020. 9781787732070                 |
| 10               | 13. новембар 2019. | Life Is Strange – Volume 3: Strings Објављено: 8. април 2020. 9781787732070                 |
| 11               | 11. децембар 2019. | Life Is Strange – Volume 3: Strings Објављено: 8. април 2020. 9781787732070                 |
| 12               | 15. јануар 2020.   | Life Is Strange – Volume 3: Strings Објављено: 8. април 2020. 9781787732070                 |
| Partners in Time |                    |                                                                                             |
| 2.1              | 14. октобар 2020.  | Life Is Strange – Volume 4: Partners in Time—Tracks Објављено: 7. април 2021. 9781787734739 |
| 2.2              | 18. новембар 2020. | Life Is Strange – Volume 4: Partners in Time—Tracks Објављено: 7. април 2021. 9781787734739 |
| 2.3              | 16. децембар 2020. | Life Is Strange – Volume 4: Partners in Time—Tracks Објављено: 7. април 2021. 9781787734739 |
| 2.4              | 20. јануар 2021.   | Life Is Strange – Volume 4: Partners in Time—Tracks Објављено: 7. април 2021. 9781787734739 |
| 3.1              | 7. јул 2021.       | Life Is Strange – Volume 5: Coming Home Објављено: 3. новемвар 2021. 9781787734746          |
| 3.2              | 1. септембар 2021. | Life Is Strange – Volume 5: Coming Home Објављено: 3. новемвар 2021. 9781787734746          |
| 4.1              | 13. октобар 2021.  | Life Is Strange – Volume 6: Settling Dust Објављено: 22. март 2022. ISBN: 9781787734753     |
|                  |                    | Life Is Strange – Volume 6: Settling Dust Објављено: 22. март 2022. ISBN: 9781787734753     |
|                  |                    | Life Is Strange – Volume 6: Settling Dust Објављено: 22. март 2022. ISBN: 9781787734753     |
|                  |                    | Life Is Strange – Volume 6: Settling Dust Објављено: 22. март 2022. ISBN: 9781787734753     |

### Књига у универзумуLife Is Strange
У септембру 2018, Square Enix се удружио са Titan Publishing Group за Life Is Strange: Welcome to Blackwell Academy, књизи од 160 страница која истражује универзум Life is Strange очима студентског водича за Блаквел Академију и Аркедија Беј. Садржи белешке, скице и фотографије различитих ликова из прве игре.

### Потенцијалне телевизијске серије
У јулу 2016, Legendary Digital Studios и Square Enix објавили су да ће адаптирати Life Is Strange као дигиталну серију. У време објаве, састајали су се са потенцијалним писцима за адаптацију серије, чија би радња била смештена у заливу Аркадија. У 2017, dj2 Entertainment је продао права на серију сервису за стриминг Хулу. У августу 2021. објављено је да ће Шон Мендес бити извршни продуцент у серији, поред надгледања музике за серију. Такође је откривено да ће се Anonymous Content придружити као продуцентска кућа за серију.

## Пријем
Пријем серијала је генерално био позитиван, а све игре су добиле „генерално позитивне“ критике.
Life Is Strange је добио генерално позитивне критике, са Metacritic оценом 85/100 на PlayStation 4 и Xbox One. Неки су критиковали проблеме са синхронизацијом усана у игрици и употребом застарелог сленга, али већина је похвалила развој карактера. Eurogamer ју је назвао „једном од најбољих интерактивних прича игара ове генерације“, а Hardcore Gamer је рекао да је то био преспавани хит 2015. године. Life Is Strange је добио преко 75 награда за игру године и листе.
Life Is Strange: Before the Storm је наишао на генерално позитивне критике, према Metacritic-у. Критичари су хвалили ликове, теме и причу, али су критиковали заплете, главни однос и утицај одлука играча пред крај игре.
Life Is Strange 2  је наишао на генерално позитивне критике, према Metacritic-у. Критичари су похвалили причу, однос између Шона и Данијела и игру засновану на избору, док је пријем приказаних политичких тема био различит. Оскудан распоред епизода и дијалог су критиковани.